# Nobody Knows Me
"Nobody Knows Me" é uma canção gravada pela artista musical estadunidense Madonna. A música foi escrita e produzida pela própria intérprete e Mirwais Ahmadzaï para seu nono álbum de estúdio American Life (2003). Foi lançado como single promocional nos Estados Unidos em 15 de outubro de 2003, com uma versão remixada aparecendo na compilação remixada Remixed & Revisited (2003). "Nobody Knows Me" continua com a abordar o tema principal do disco, com o uso de tons negativos nas músicas. É uma electroclash e dance, com efeitos vocoder, sintetizadores espaciais e um baixo borbulhante, e, liricamente, Madonna rejeita a "doença social" da cultura dos tablóides, denunciando tanto a TV quanto as revistas.
A música recebeu críticas, em sua maioria, análises favoráveis dos críticos de música, com muitos dos quais a considerando um destaque do American Life. Quatro remixes foram lançados em estações de boates nos Estados Unidos, com um deles chegando ao número quatro na tabela Hot Dance Club Play. A música, junto com "Nothing Fails", liderou a tabela Hot Dance Singles Sales dos EUA e também figurou no ARIA Club Tracks na Austrália. Madonna fez uma performance da música sozinha no palco em sua Re-Invention World Tour em 2004. Também foi usada como interlúdio em vídeo na The MDNA Tour em 2012, mostrando o rosto de Madonna se transformou em várias figuras famosas. O político francês de extrema-direita Marine Le Pen processou Madonna por sobrepor uma suástica e o rosto de Adolf Hitler ao álbum dela.

## Antecedentes
American Life se tornou o último álbum de estúdio de Madonna com a Maverick Records, e marcou o fim de uma parceria de onze anos de gravação com a gravadora. Em uma entrevista à VH1, Madonna discutiu suas motivações por trás do disco, discutindo seus 20 anos na indústria e afirmando que "coisas materiais" não eram importantes, afirmando "eu olho para os 20 anos atrás de mim e percebi que muitas coisas que eu valorizava não eram importantes", em resposta aos temas não materialistas do disco. O álbum foi considerado por alguns como um álbum conceitual apresentando temas políticos baseados nos Estados Unidos. "[As músicas] estão examinando coisas que eu valorizava e com as quais me preocupei, me preocupam demais e percebendo que essas coisas não são importantes e querendo sair debaixo dessa nuvem, o mundo da ilusão", declarou a cantora. Segundo Lucy O'Brien, autora de Madonna: Like a Icon, o principal conceito da American Life era sobre "nada". Isso ficou evidente nos títulos das músicas como "Nobody Knows Me", uso de "no" em "Love Profusion" e "Nothing Fails". O uso do tom negativo levou Madonna a ser sarcástica sobre as suposições das pessoas sobre ela e enfatizar seu conhecimento do amor romântico. O'Brien descreveu o conceito do álbum e da música:

"Se Like a Prayer foi seu álbum de divórcio, American Life é sua psicanálise. Ela até confere Sigmund Freud e lança inúmeras perguntas. Quem sou eu? Para onde estou indo? O que tudo isso significa? sarcasmo: desde o tédio descontente da faixa-título até a estropiedade de 'Nobody Knows Me', Madonna está chutando o efeito claustrofóbico da adoração a celebridades".

Um remix da música foi apresentado na compilação de Madonna em 2003, Remixed & Revisited. Outros remixes de Peter Rauhofer , Mount Sims e Above & Beyond foram atendidos em danceterias. Em 2004, Madonna lançou um livro intitulado Nobody Knows Me, que estava disponível exclusivamente por um mês apenas no site oficial de Madonna por US$ 24 cada. Ele incluiu 52 páginas de fotos raras e invisíveis "comentadas por um ícone e seus anjos".

## Gravação e composição
|                                                    | "Nobody Knows Me" Amostra de 27 segundos de "Nobody Knows Me", que Madonna rejeita a "doença social" da cultura dos tablóides, enquanto apresenta repetidas mudanças de eco de "ninguém me conhece" durante o refrão. |
| Problemas para escutar este arquivo? Veja a ajuda. | |

"Nobody Knows Me" foi escrito e produzido por Madonna e Mirwais Ahmadzaï. As sessões de gravação do American Life começaram no final de 2001, depois foram suspensas quando Madonna filmou Swept Away em Malta e estrelou a peça Up for Grabs no West End. Ela voltou ao Olympic Studios no final de 2002 e concluiu as sessões. A mixagem para a faixa foi feita por Mark "Spike" Stent no Westlake Recording Studios em West Hollywood, Califórnia, enquanto Tim Young fez a masterização da música no Metropolis Studios em Londres. Ahmadzaï tocou violões e também fez a programação necessária. Duas máquinas foram usadas para a edição vocal em músicas como "Hollywood" e "Nobody Knows Me". Madonna preferiu o Auto-Tune da Antares, enquanto Ahmadzaï escolheu um câmbio de marchas AMS. Madonna escolheu o Auto-Tune porque queria que "Nobody Knows Me" para ter uma sensação mais dançante, embora Ahmadzaï fosse contra.
"Nobody Knows Me" tem efeitos vocoder, sintetizadores espaciais, baixo borbulhante. Spencer D., da IGN Music, descreveu que a música bips, glurgs e shuffles com o estilo de Jetsons, fluindo e soando como um resultado de Music (2000). Começa com vocais tratados com vocoder sobre um sintonizador sonoro, em um acorde menor. Batidas fortes de tambor enfatizam a melodia durante o verso. "Nobody Knows Me" é escrito em tempo comum com um ritmo moderadamente rápido de 120 batidas por minuto. É composto na clave de Dó maior com a voz de Madonna variando de Si3 a Dó5. A música segue uma sequência básica de Dó–Am–Dó–Lám–Lá–E como sua Progressão harmônica.. Liricamente, ela rejeita a "doença social" da cultura dos tablóides, denunciando tanto a TV quanto as revistas. O refrão apresenta repetidas mudanças de eco de "Nobody Knows Me", enquanto ela pensa em pensamentos como: "Não é bom quando você é mal interpretado, mas por que eu deveria me importar com o que o mundo pensa de mim?". O'Brien a descreveu como uma faixa trance com um senso de letras desafiadoras infantis, dispensando críticos que não têm conhecimento de seu "eu interior zelosamente guardado".

## Análise crítica

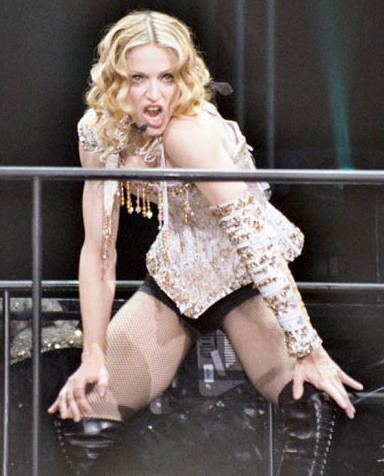
Madonna performando "Nobody Knows Me" durante o segmento de abertura da Re-Invention Tour.

A música recebeu análises em sua maioria favoráveis dos críticos de música. Stephen Thomas Erlewine, do AllMusic, elogiou a música como uma das melhores faixas do álbum, chamando-a de "infecciosa". Sean O'Brien, do People, elogiou "Nobody Knows Me" como "a melhor música do álbum" e ela "uma das melhores de sempre". Ele também disse que a música é uma das razões pelas quais Madonna é rainha do pop. Jon Pareles, do The New York Times, considerou a música a mais dançante do álbum. Lucy O'Brien em seu livro Madonna: Like an Icon, chamou a música "soa atordoada". O Metro Times descreveu a programação de Ahmadzai como "de longe a melhor coisa do álbum". James Hannaham, da Spin, comparou "Nobody Knows Me" com "I Feel Love", de Donna Summer, e o considerou um destaque do álbum. Alan Braidwood, da BBC Music, sentiu que a música era "louca" com seus sintetizadores eletrônicos, caóticos, rápidos e maníacos. "Há tanta coisa acontecendo aqui que são necessárias várias jogadas para conseguir, mas é um ás". Ken Tucker, da Entertainment Weekly descreveu "Nobody Knows Me" como o "absolutamente emocionante" e "implementa um pequeno astuto paradoxo de forma versus conteúdo".
Spence D., do IGN Music, comentou que a música é a música mais legal do álbum até o momento. Paul Rees, da revista Q, complementou a faixa como uma "canção de rock convencional, cheia de drama, escuridão e surpresas". Edna Gunderson, do USA Today, disse que o synth pop "funkificado" de "Nobody Knows Me" atesta as habilidades "não diminuídas" de Madonna como um compositor pop astuto. Dan Genoe, da Yahoo! Music, comentou que Madonna tem uma crise de personalidade na música. Jessica Winter, do The Village Voice, deu à música uma crítica mista, escrevendo: "Silencia levemente as batidas fracassadas do hit de boates de Mirwais, "Disco Science", para cavar vagas na imprensa e fazer um voto defensivo de auto-aperfeiçoamento, poderia ter sido fofo se não fosse tão redundante". John Payne, da LA Weekly, deduziu que, mesmo nos sons sintetizados da música, ele podia ver "um verdadeiro sentimento profundamente arraigado nesse ícone em particular. 'Por que eu deveria me importar com o que o mundo pensa de mim?' Ou seja, sim, ela se importa com o que o mundo pensa dela. Ela diz que simplesmente se afastará dos olhos do público, porque quem precisa disso, hein?". Por outro lado, Rikky Rooksby, autor de The Complete Guide to the Music of Madonna, fez uma análise negativa dizendo que "Nobody Knows Me" pode ser a faixa mais idiota que Madonna já gravou.

## Recepção comercial
A música, junto com "Nothing Fails", liderou as vendas do Hot Dance Singles Sales, enquanto o remix de Peter Rauhofer alcançou o número quatro na tabela do Hot Dance Club Play. De acordo com Fred Bronson, o lançamento dos remixes da canção estreou no número um no  Hot 100 Single Sales e Hot Dance Single Sales, em 27 de dezembro de 2003, a mesma semana também subiu para o top vinte da tabela do Dance Club Play. "Me Against the Music", de Britney Spears, em que Madonna participa e "Nobody Knows Me", ambos também estiveram presentes no top 20, tornando Madonna a única artista a ter três músicas no top 20 da tabela simultaneamente. Na recapitulação do Hot Dance Singles Sales no final do ano, "Nothing Fails / Nobody Knows Me" estava na posição número dois, enquanto "Me Against the Music" e "Love Profusion" estavam nos números um e três, respectivamente. A Billboard informou que Madonna foi o primeiro artista em sua história nas tabelas a ter as três principais músicas do Dance Sales. Na Austrália, o Peter Rauhofer / Above & Beyond Remix estreou no número 80 no ARIA Club Tracks, chegando ao número 49 na semana seguinte.

## Apresentações ao vivo

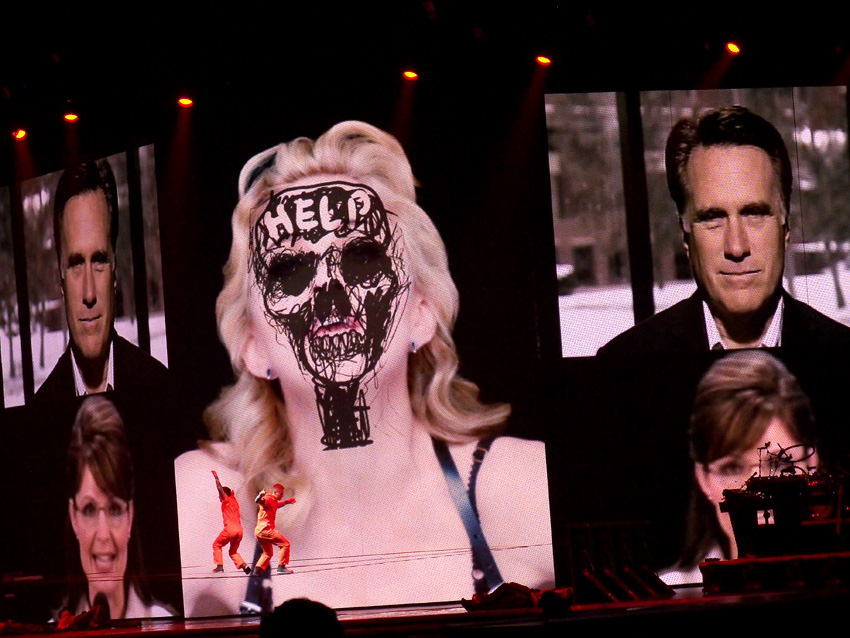
Dançarinos praticando Slackline durante o vídeo interlúdio de "Nobody Knows Me", que transformou o rosto de Madonna com várias figuras famosas, na The MDNA Tour em 2012.

Madonna tocou a música durante a Re-Invention World Tour de 2004, como a segunda música no segmento de abertura do show. "Nobody Knows Me" foi ensaiado com o remix de Peter Rauhofer Private Life. De acordo com Dirk Timmerman, autor de Madonna Madonna Live! Secret Re-inventions and Confessions on Tour, Madonna fez uma sinopse da performance. Durante esta seção, a cantora usava um espartilho incrustado de joias, criado pelo designer Christian Lacroix. Após o número de abertura, "Vogue", ela iniciou uma versão energética da música, em uma correia transportadoracom algumas palavras de luz laser aparecendo nas telas de pano de fundo atrás dela. Também apresenta uma passarela gigante abaixada do teto. Após essa performance, ela cantou "Frozen" sozinha no palco. A performance de "Nobody Knows Me" foi incluída no álbum ao vivo e no documentário I'm Going to Tell You a Secret.
A música foi adicionada posteriormente como um interlúdio em vídeo na The MDNA Tour em 2012, como uma homenagem a Tyler Clementi e outros adolescentes que cometeram suicídio devido a bullying. O filme, criado pelo diretor sueco Johan Söderberg, transformou o rosto de Madonna em várias figuras famosas, incluindo o então presidente chinês  Hu Jintao, a ex-vice-presidente republicana dos EUA Sarah Palin e o Papa Bento XVI. O rosto do político francês de extrema-direita Marine Le Pen apareceu na tela com uma suástica sobreposta na testa, antes de se transformar no rosto de Adolf Hitler. Le Pen ficou furiosa com o vídeo e ameaçou processar Madonna caso isso acontecesse durante seu show na França em 14 de julho de 2012, também conhecido como Dia da Bastilha, o Dia Nacional da França. O portavoz socialista do governo francês Najat Vallaud-Belkacem também expressou sua decepção. No entanto, Madonna manteve o vídeo inalterado nesta data, levando Le Pen a abrir um processo contra ela. Um porta-voz de Le Pen disse que um processo por "insulto público" será apresentado aos tribunais de Paris nos próximos dias. Madonna respondeu ao processo dizendo: "Eu sei que deixei um certo Marine Le Pen muito zangado comigo. E não é minha intenção criar inimigos". Mais tarde, ela explicou em uma entrevista à rede Rede Globo, que a sequência era sobre "intolerância que nós, seres humanos, temos um pelo outro. E quanto julgamos as pessoas antes de conhecê-las. É por isso que é feito na música 'Nobody Knows Me'". Durante seu concerto em Nice, na França, a suástica foi removida e substituída por um ponto de interrogação. A performance foi incluída no quarto álbum ao vivo de Madonna, MDNA World Tour.

## Formatos e faixas
| - "Nothing Fails" – Maxi-single 1. "Nothing Fails" (Peter Rauhofer's Classic House Mix) – 8:24 2. "Nothing Fails" (Nevins Big Room Rock Mix) – 6:44 3. "Nothing Fails" (Tracy Young's Underground Mix) – 7:29 4. "Nothing Fails" (Nevins Global Dub) – 7:45 5. "Nothing Fails" (Jackie's In Love In The Club Mix) – 7:28 6. "Nobody Knows Me" (Peter Rauhofer's Private Life Part 1) – 8:07 7. "Nobody Knows Me" (Above & Beyond 12" Mix) – 8:45 8. "Nobody Knows Me" (Mount Sims Italo Kiss Mix) – 5:26 | - Single em vinil 1. "Nobody Knows Me" (Peter Rauhofer's Private Life Mix Part 1) – 8:07 2. "Nobody Knows Me" (Mount Sims Old School Mix) – 4:46 3. "Nobody Knows Me" (Above & Beyond 12" Mix) – 8:50 4. "Nobody Knows Me" (Mount Sims Italo Kiss Mix) – 5:25 - Single digital em vídeo 1. "Music" (ao vivo) – 2:31 2. "Nobody Knows Me" (ao vivo) – 3:36 |

## Créditos e equipe
- Madonna – vocais, vocais de fundo, composição, produção musical
- Mirwais Ahmadzaï – composição, produção musical, guitarras, programação
- Tim Young – masterização
- Mark 'Spike' Stent – mixagem

Os créditos de "Nobody Knows Me" são adaptados das anotações do American Life.

## Desempenho nas tabelas musicais
| Tabela musical (2003)                                              | Melhor posição |
| ------------------------------------------------------------------ | -------------- |
| Austrália (ARIA Club Tracks)                                       | 49             |
| Estados Unidos (Dance Club Songs)                                  | 1              |
| Estados Unidos (Hot Dance Singles Sales) junto com "Nothing Fails" | 1              |

| Tabela musical (2003)             | Posição |
| --------------------------------- | ------- |
| Estados Unidos (Dance Club Songs) | 2       |